# Accinctapubes albifasciata
Accinctapubes albifasciata is een vlinder uit de familie van de snuitmotten (Pyralidae). De wetenschappelijke naam van de soort is voor het eerst geldig gepubliceerd in 1902 door Druce.
De vlinder heeft een voorvleugellengte van 11 tot 14 millimeter. Als waardplanten van de soort worden avocado en andere soorten uit de laurierfamilie gebruikt. De rupsen, die uiteindelijk 23 millimeter lang worden, leven in groepjes in een nest van met zijde samengebonden bladeren en takjes. Verpopping vindt plaats op de bodem tussen afgevallen blad.
De soort komt voor van Brazilië tot Mexico, op Trinidad en in de Dominicaanse Republiek.